# Mardocheos Frizis

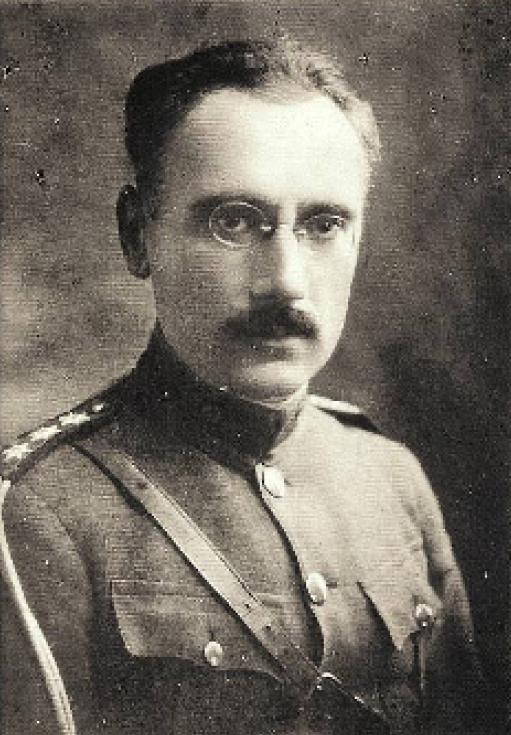
Mardocheos Frizis

Mardocheos Frizis (griechisch Μαρδοχαίος Φριζής; * 1. Januar 1893; † 7. Dezember 1940) war ein Oberst der griechischen Streitkräfte. Er fiel als erster höherer griechischer Offizier im Zweiten Weltkrieg.

## Leben
Mardocheos Frizis wurde in Chalkida (damals: Chalkis) geboren, wo er als Kind einer kinderreichen romaniotischen Familie aufwuchs. (Die Romanioten waren Juden, die seit der Zeit der Antike in Griechenland lebten). Er begann ein Studium an der Militärakademie in Athen, das er jedoch wenig später abbrach. Er nahm an der Aufnahmeprüfung um einen Studienplatz in der juristischen Fakultät der Universität Athen teil und studierte Rechtswissenschaften. Er nahm Kontakt mit Georgios Kondylis auf und äußerte seinen Wunsch, weiterhin eine Militärlaufbahn einzuschlagen. Dieser vermittelte ihn an eine Offiziersschule, die er 1916 abschloss. 
Frizis nahm am Ersten Weltkrieg teil, an einem Konflikt in der Ukraine und am Griechisch-Türkischen Krieg. In diesem geriet er in Gefangenschaft. Die türkischen Streitkräfte boten ihm die Freilassung an, da er Jude sei. Er verwies darauf, Grieche zu sein, und lehnte eine andere Behandlung als die seiner christlichen Kameraden ab. Nach Ende des Kriegs studierte er an der École Militaire Supérieure in Paris und kehrte anschließend wieder nach Griechenland zurück.
Während des griechisch-italienischen Kriegs nahm er an der Schlacht am Pindus teil und schlug mit seinen Einheiten ohne Luftunterstützung und Panzer überlegene italienische Kräfte der Ferrara Division an einer Brücke über den Kalamas vernichtend zurück. Bei einem anschließenden Gefecht ritt er hoch zu Ross und bereits angeschossen den Truppen voran. Er nahm es in Kauf, im Schnee eine leichte Beute für italienische Flugzeuge zu werden. Am 7. Dezember 1940 wurde er getötet. Er hinterließ eine Frau und drei Kinder. 
Erst 2002 gelang es, den Leichnam von Frizis in Albanien zu bergen und in Griechenland zu bestatten.

## Ehrungen

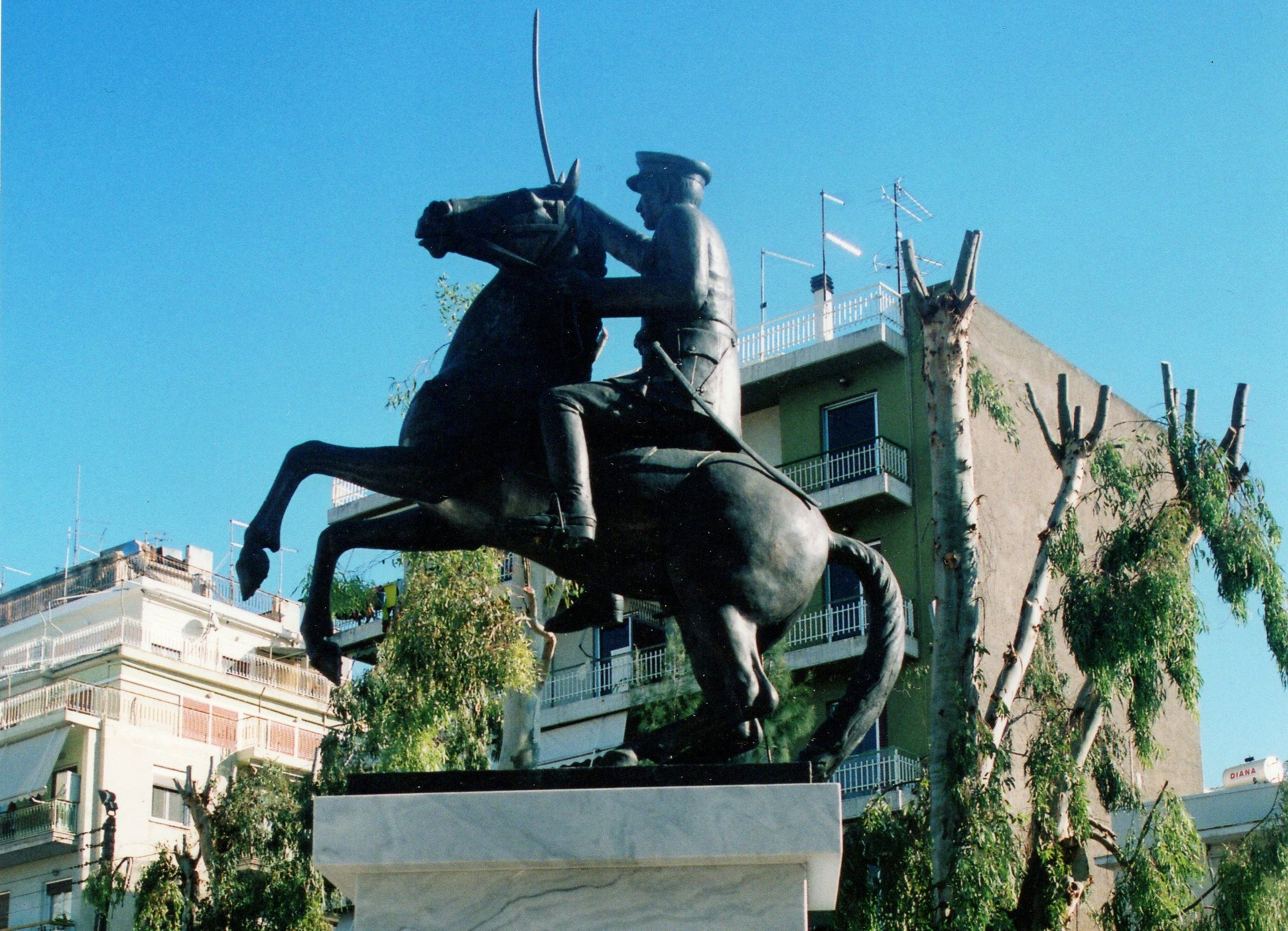
Reiterdenkmal im Heimatort Chalkida

Denkmäler und Straßen in Griechenland erinnern an Frizis.